# Lee Chong Wei
Lee Chong Wei (chiń. upr. 李宗伟; chiń. trad. 李宗偉; pinyin Lǐ Zōngwěi; ur. 21 października 1982 w George Town) – malezyjski badmintonista pochodzenia chińskiego, trzykrotny wicemistrz olimpijski, jak również trzykrotny srebrny i brązowy medalista mistrzostw świata w grze pojedynczej.
Swoją przygodę z badmintonem zaczął w wieku 10 lat. Największymi jego sukcesami są srebrne medale na igrzyskach olimpijskich w Pekinie 2008, Londynie 2012 i w Rio de Janeiro 2016. Lee Chong Wei jest także najdłużej panującym nr 1 światowego rankingu badmintona – 199 tygodni bez przerwy, łącznie ponad 350 tygodni.
W swej karierze zawodnik zdobywał też liczne medale igrzysk Wspólnoty Narodów (2006, 2010, 2018) i igrzysk azjatyckich (2006, 2010, 2014).
9 listopada 2012 poślubił Wong Mew Choo, z którą ma dwóch synów: Kingstona Lee i Terrance'a. 
W czerwcu 2019 roku zakończył karierę ze względu na chorobę nowotworową nosa.

## Najważniejsze osiągnięcia
| Miejsce | Rok  | Turniej                 | Przeciwnik w finale           | Wynik                      |
| ------- | ---- | ----------------------- | ----------------------------- | -------------------------- |
| 2       | 2017 | Malaysia Open           | Lin Dan                       | 19–21, 14–21               |
| 1       | 2017 | All England Open (4)    | Shi Yuqi                      | 21–12, 21–10               |
| 1       | 2016 | Japan Open (6)          | Jan Ø. Jørgensen              | 21–18, 15–21, 21–16        |
| 2       | 2016 | Olympic Games           | Chen Long                     | 18–21, 18–21               |
| 1       | 2016 | Indonesia Open (6)      | Jan Ø. Jørgensen              | 17–21, 21–19, 21–17        |
| 1       | 2016 | Asia Championships (2)  | Chen Long                     | 21–17, 15–21, 21–13        |
| 1       | 2016 | Malaysia Open (11)      | Chen Long                     | 21–13, 21–8                |
| 1       | 2016 | Malaysia Masters (5)    | Iskandar Zulkarnain Zainuddin | 21–18, 21–11               |
| 1       | 2015 | Hong Kong Open (4)      | Tian Houwei                   | 21–16, 21–15               |
| 1       | 2015 | China Open              | Chen Long                     | 21–15, 21–11               |
| 1       | 2015 | French Open (3)         | Chou Tien-chen                | 21–13, 21–18               |
| 2       | 2015 | World Championships     | Chen Long                     | 14–21, 17–21               |
| 1       | 2015 | Canada Open             | Ng Ka Long Angus              | 21–17, 21–13               |
| 1       | 2015 | U.S. Open               | Hans-Kristian Vittinghus      | 22–20, 21–12               |
| DSQ (2) | 2014 | World Championships     | Chen Long                     | 19–21, 19–21               |
| 1       | 2014 | Japan Open (5)          | Hu Yun                        | 21–14, 21–12               |
| 2       | 2014 | Singapore Open          | Simon Santoso                 | 15–21, 10–21               |
| 1       | 2014 | India Open (3)          | Chen Long                     | 21–13, 21–17               |
| 1       | 2014 | All England Open (3)    | Chen Long                     | 21–13, 21–18               |
| 1       | 2014 | Malaysia Open (10)      | Tommy Sugiarto                | 21–19, 21–9                |
| 2       | 2014 | Korea Open              | Chen Long                     | 14–21, 15–21               |
| 1       | 2013 | Super Series Finals (4) | Tommy Sugiarto                | 21–10, 21–12               |
| 1       | 2013 | Hong Kong Open (3)      | Sony Dwi Kuncoro              | 21–13, 21–9                |
| 2       | 2013 | DEN Open                | Chen Long                     | 22–24, 19–21               |
| 1       | 2013 | Japan Open (4)          | Kenichi Tago                  | 23–21, 21–17               |
| 2       | 2013 | World Championships     | Lin Dan                       | 21–16, 13–21, 17–20wycofał |
| 1       | 2013 | Indonesia Open (5)      | Marc Zwiebler                 | 21–15, 21–14               |
| 1       | 2013 | India Open (2)          | Kenichi Tago                  | 21–15, 18–21, 21–17        |
| 2       | 2013 | All England Open        | Chen Long                     | 17–21, 18–21               |
| 1       | 2013 | Malaysia Open (9)       | Sony Dwi Kuncoro              | 21–7, 21–8                 |
| 1       | 2013 | Korea Open (3)          | Du Pengyu                     | 21–12, 21–15               |
| 2       | 2012 | Hong Kong Open          | Chen Long                     | 19–21, 17–21               |
| 1       | 2012 | DEN Open (2)            | Du Pengyu                     | 15–21, 21–12, 21–19        |
| 1       | 2012 | Japan Open (3)          | Boonsak Ponsana               | 21–18, 21–18               |
| 2       | 2012 | Olympic Games           | Lin Dan                       | 21–15, 10–21, 19–21        |
| 1       | 2012 | Malaysia Masters (4)    | Sony Dwi Kuncoro              | 17–21, 21–8, 21–10         |
| 2       | 2012 | India Open              | Shon Wan-ho                   | 18–21, 21–14, 19–21        |
| 2       | 2012 | All England Open        | Lin Dan                       | 19–21, 2–6wycofał          |
| 1       | 2012 | Malaysia Open (8)       | Kenichi Tago                  | 21–6, 21–13                |
| 1       | 2012 | Korea Open (2)          | Lin Dan                       | 12–21, 21–18, 21–14        |
| 1       | 2011 | French Open (2)         | Kenichi Tago                  | 21–16, 21–11               |
| 2       | 2011 | DEN Open                | Chen Long                     | 15–21, 18–21               |
| 2       | 2011 | Japan Open              | Chen Long                     | 8–21, 21–10, 19–21         |
| 2       | 2011 | World Championships     | Lin Dan                       | 22–20, 14–21, 21–23        |
| 1       | 2011 | Indonesia Open (4)      | Peter Gade                    | 21–11, 21–7                |
| 1       | 2011 | Malaysia Masters (3)    | Bao Chunlai                   | 21–9, 21–19                |
| 1       | 2011 | India Open (1)          | Peter Gade                    | 21–12, 12–21, 21–15        |
| 1       | 2011 | All England Open (2)    | Lin Dan                       | 21–17, 21–17               |
| 2       | 2011 | Korea Open              | Lin Dan                       | 19–21, 21–14, 16–21        |
| 1       | 2011 | Malaysia Open (7)       | Taufik Hidayat                | 21–8, 21–17                |
| 1       | 2010 | Super Series Finals (3) | Peter Gade                    | 21–9, 21–14                |
| 1       | 2010 | Hong Kong Open (2)      | Taufik Hidayat                | 21–19, 21–9                |
| 2       | 2010 | Asian Games             | Lin Dan                       | 13–21, 21–15, 10–21        |
| 1       | 2010 | Commonwealth Games (2)  | Rajiv Ouseph                  | 21–10, 21–8                |
| 1       | 2010 | Japan Open (2)          | Lin Dan                       | 22–20, 16–21, 21–17        |
| 1       | 2010 | Macau Open (2)          | Lee Hyun-il                   | Nie rozegrano              |
| 1       | 2010 | Malaysia Masters (2)    | Wong Choong Hann              | 21–8, 14–21, 21–15         |
| 1       | 2010 | Indonesia Open (3)      | Taufik Hidayat                | 21–19, 21–8                |
| 1       | 2010 | All England Open (1)    | Kenichi Tago                  | 21–19, 21–19               |
| 1       | 2010 | Malaysia Open (6)       | Boonsak Ponsana               | 21–13, 21–7                |
| 1       | 2010 | Korea Open (1)          | Peter Gade                    | 21–12, 21–11               |
| 1       | 2009 | Super Series Finals (2) | Park Sung-hwan                | 21–17, 21–17               |
| 1       | 2009 | Hong Kong Open (1)      | Peter Gade                    | 21–13, 13–21, 21–16        |
| 1       | 2009 | Macau Open (1)          | Wong Choong Hann              | 21–15, 21–19               |
| 1       | 2009 | Malaysia Masters (1)    | Chen Long                     | 21–16, 21–9                |
| 1       | 2009 | Indonesia Open (2)      | Taufik Hidayat                | 21–9, 21–14                |
| 1       | 2009 | Swiss Open (2)          | Lin Dan                       | 21–16, 21–16               |
| 2       | 2009 | All England Open        | Lin Dan                       | 19–21, 12–21               |
| 2       | 2009 | Korea Open              | Peter Gade                    | 18–21, 21–10, 17–21        |
| 1       | 2009 | Malaysia Open (5)       | Park Sung-hwan                | 21–14, 21–13               |
| 1       | 2008 | Super Series Finals (1) | Peter Gade                    | 21–8, 21–16                |
| 2       | 2008 | China Open              | Lin Dan                       | 18–21, 9–21                |
| 2       | 2008 | Macau Open              | Taufik Hidayat                | 19–21, 15–21               |
| 2       | 2008 | Japan Open              | Sony Dwi Kuncoro              | 17–21, 11–21               |
| 2       | 2008 | Olympic Games           | Lin Dan                       | 12–21, 8–21                |
| 1       | 2008 | Singapore Open          | Simon Santoso                 | 21–13, 21–5                |
| 2       | 2008 | Swiss Open              | Lin Dan                       | 13–21, 18–21               |
| 1       | 2008 | Malaysia Open (4)       | Lee Hyun-il                   | 21–15, 11–21, 21–17        |
| 2       | 2007 | Hong Kong Open          | Lin Dan                       | 21–9, 15–21, 15–21         |
| 2       | 2007 | China Open              | Bao Chunlai                   | 12–21, 13–21               |
| 1       | 2007 | French Open (1)         | Bao Chunlai                   | 21–11, 21–14               |
| 1       | 2007 | Japan Open (1)          | Taufik Hidayat                | 22–20, 19–21, 21–19        |
| 1       | 2007 | Philippines Open        | Chen Hong                     | 21–9, 21–15                |
| 1       | 2007 | Indonesia Open (1)      | Bao Chunlai                   | 21–15, 21–16               |
| 2       | 2006 | Hong Kong Open          | Lin Dan                       | 19–21, 21–8, 16–21         |
| 2       | 2006 | Macau Open              | Lin Dan                       | 18–21, 21–18, 18–21        |
| 2       | 2006 | Chinese Taipei Open     | Lin Dan                       | 18–21, 21–12, 11–21        |
| 1       | 2006 | Malaysia Open (3)       | Lin Dan                       | 21–18, 18–21, 23–21        |
| 1       | 2006 | Asia Championships (1)  | Boonsak Ponsana               | 21–12, 21–16               |
| 1       | 2006 | Commonwealth Games (1)  | Wong Choong Hann              | 21–13, 21–12               |
| 1       | 2006 | Swiss Open (1)          | Xia Xuanze                    | 15–8, 15–0                 |
| 1       | 2005 | DEN Open (1)            | Muhammad Hafiz Hashim         | 17–14, 15–8                |
| 1       | 2005 | Malaysia Open (2)       | Lin Dan                       | 17–15, 9–15, 15–9          |
| 1       | 2004 | Chinese Taipei Open     | Kuan Beng Hong                | 15–4, 15–10                |
| 2       | 2004 | Singapore Open          | Kenneth Jonassen              | 15–3, 15–17, 4–15          |
| 1       | 2004 | Malaysia Open (1)       | Park Sung-hwan                | 15–3, 15–12                |
| 1       | 2003 | Malaysia Satellite      | Kuan Beng Hong                | 15–7, 15–9                 |
| 2       | 2003 | India Satellite         | Yeoh Kay Bin                  | 5–15, 13–15                |
| 2       | 2003 | Malaysia Open           | Chen Hong                     | 9–15, 5–15                 |

    Turniej Super Series
    Turniej Grand Prix Gold and Grand Prix